# Alfred Beni

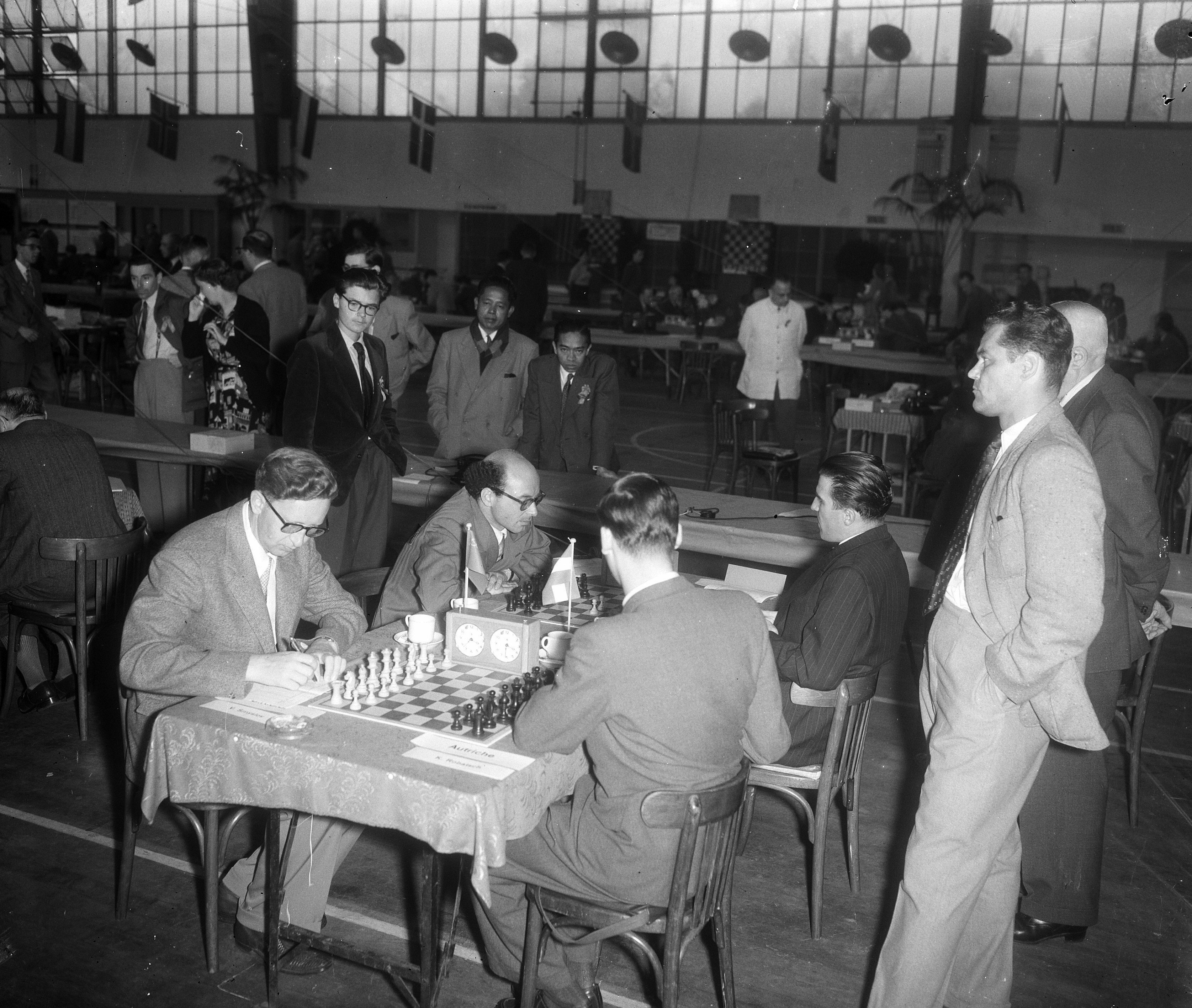
Alfred Beni (rechts) vs. David Bronstein (1954)

Alfred Beni (* 3. Juni 1923 in Wien; † 4. Juni 1995) war ein  österreichischer Schachspieler.
Alfred Beni vertrat Österreich bei sieben Schacholympiaden (1950, 1952, 1954, 1958, 1960, 1962 und 1964). Am erfolgreichsten war er dabei 1950 in Dubrovnik, als er ein Ergebnis von 9,5 aus 15 erzielte. Für diese Leistung verlieh ihm die FIDE 1951 den Titel Internationaler Meister. Er konnte sich auch gegen Weltklassespieler behaupten, beispielsweise gelang ihm jeweils ein Remis gegen Najdorf 1950 in Wien sowie gegen Bronstein bei der Olympiade 1954 in Amsterdam.
1947 und 1952 wurde er Zweiter bei der österreichischen Staatsmeisterschaft, fünfmal gewann er die Stadtmeisterschaft von Wien. 1950 belegte er im internationalen Turnier Wien den zweiten Platz (hinter Enrico Paoli).

## Vereine
- ????–1941 Schachklub Sandleiten
- 1941–1945 Schachklub Hietzing Wien
- 1945–1948 Schachklub Ing. Georg Weisel
- 1948–1977 Schachklub Hietzing Wien
- 1977–1995 Schachklub Donaustadt, hier war er Präsident